# Jens Freudendahl
Jens Aksel Freudendahl (6. december 1919 i Abterp ved Bredebro – 14. april 2006 i Sønderborg) var en dansk ingeniør, fabrikant, erhvervsmand og vicekonsul. Han grundlagde i 1951 JF-Fabriken i Sønderborg, der fremstillede landbrugsmaskiner. I 1950'erne og 1960'erne voksede virksomheden voldsomt baseret på selvbinderen samt en hel række nye produktudviklinger, herunder: Universalvognen, den sidemonterede grønthøster og den sidemonterede mejetærsker.
JF-Fabriken havde i højsæsonerne over 1.000 ansatte, og i 1970'erne beskæftigede virksomheden over 700 faste medarbejdere og eksporterede hovedparten af sin produktion til hele verden. Freudendahl modtog på denne baggrund HM Kong Frederik IX's hæderspirs for "fortjenstfuld indsats for dansk eksport". Han overlod i 1987 ledelsen af virksomheden til sine to sønner. Som anerkendelse for hans indsats for landbrugets mekanisering modtog han flere priser, bl.a. Landsforeningen Dansk Arbejdes initiativ-diplom, den tyske Max Eyth medalje og den 7. september 2001 modtog han landbrugets største hædersbevisning »Store Sølvmedalje« fra Det Kongelige Landhusholdningsselskab.
Freudendahl var også i 1960'erne formand for Landbrugsmaskinbranchens Fællesråd og medlem af bestyrelsen i Danske Landbrugsmaskinfabrikanter. Endvidere repræsenterede han Danmark i den tilsvarende europæiske brancheorganisation CEMA. Ligeledes var han medlem af Akademiet for de Tekniske Videnskaber, Industrirådet og fra 1970 til 1985 var han finsk vicekonsul og modtog som anerkendelse herfor ordenen: Finlands Hvide Roses Orden. Han var bl.a. også medstifter af Sønderborg Teknikum – nu en del af Syddansk Universitet – og sad fra starten i institutionens bestyrelse. Yderligere havde han også andre lokale tillidsposter – blandt andet som medlem af bestyrelsen for Handelsstandsforeningen.

## Baggrund
Jens Freudendahl blev født den 6. december 1919 i Apterp ved Bredebro i Sønderjylland som søn af gårdejer Niels Freudendahl og dennes hustru Christine F. Christensen. Han var ældste søn i en børneflok på 8, hvoraf 5 nåede voksenalderen. Han voksede op på husmandsstedet i Rejsby i det nordvestlige Sønderjylland.
I 1936 tog han realeksamen fra Ribe Katedralskole. Herefter blev han i 1941 uddannet som smed hos jernstøberiet og maskinfabrikken Stein & Meyland i Sønderborg. På daværende tidspunkt boede han hos sin moster og onkel i Majbøl på Sydals. Han gennemførte sin uddannelse med eksamen som ingeniør fra Odense Maskinteknikum i 1944. Han blev den 5. juli 1946 gift med Marie Sørensen Bak i Hammel Kirke.
Freudendahl kom som nyuddannet maskiningeniør i 1944 til Danfoss i Nordborg. Han var fortrinsvist beskæftiget med udviklingen af ventiler. Det var dog imidlertid landbruget og især landbrugsteknikken der havde hans store interesse. Sideløbende med sit daglige arbejde på Danfoss arbejdede han derfor i sin fritid med udviklingen af en hel ny type letvægts selvbinder beregnet for de mindre landbrug. Prototypen blev præsenteret på en landbrugsmesse i Hamborg i 1949 og vakte betydelig opsigt.

## JF-Fabriken
Freudendahl grundlagde i 1951 virksomheden JF-Fabriken i Sønderborg med henblik på fremstilling af den nye type selvbinder. Den nødvendige kapital blev stillet til rådighed af nogle store kunder, der var villige til at yde betydelige forudbetalinger. Selvbinderne bliver solgt under navnet "letbinder", da de kan drives med kun en hest. Det betyder at husmænd og mindre landbrug med ”letbinderen” får mulighed for at mekanisere og effektivere deres bedrift. JF-Fabriken yder dermed et vigtigt bidrag til mekaniseringen af landbruget i efterkrigstiden.
I 1955 blev der oprettet licensfabrik i Frankrig og senere datterselskaber i Tyskland, Spanien, Irland, Belgien og England. I de følgende årtier udvikler JF-Fabriken sig til en af Europas førende producenter af landsbrugsmaskiner, bl.a. med produktionen af selvbindere, universalvogne, grønthøstere og mejetærskere. Op igennem 1990'erne samarbejder virksomheden med den tyske Wilhelm Stoll Maschinenfabrik GmbH om produktion af river og vendere, og salg af frontlæssere.
Wilhelm Stoll Maschinenfabrik GmbH bliver grundlagt i 1878 i Luckenwalde nær Berlin. Mellem 1906 og 1945 ligger firmaet i Torgau ved floden Elben, og efter krigen forsætter firmaet i Lengede sydøst for Hannover. Her udvikler og producerer Stoll Maschinenfabrik roeoptagere, græsmaskiner og frontlæssere. I 1999 bliver Wilhelm Stoll Maschinenfabrik GmbH 100% overtaget af Freudendahl Invest (JF-Fabrikens moderselskab).
Fra 2005 koncentrerer Wilhelm Stoll Maschinenfabrik GmbH sig udelukkende om produktion af STOLL frontlæssere, og fabrikken er i dag Tyskland førende, og Europas anden største producent af frontlæssere. På samme tid bliver produktionen af hømaskiner overført fra Wilhelm Stoll Maschinenfabrik GmbH til JF-Fabriken. JF-Fabriken får dermed et samlet produktprogram af maskiner til produktion og udfodring af grøntfoder til kvægbruget, der bliver markedsført under navnet JF-STOLL.